# Temple de Zeus à Olympie
Le temple de Zeus Olympien, de style dorique, mesurant 64,2 m de long sur 24,6 m de large,, est un temple grec situé à Olympie, érigé entre 470 et 456 av. J.-C.
Pausanias affirme que le temple et la statue de Zeus furent érigés grâce au  butin pris par la cité d'Élis (capitale de l'Élide), lors de la destruction de sa voisine et rivale Pise ou Pisa, à une date inconnue.
On sait que ces deux cités se disputaient Olympie ; certains événements historiques (en 471, Élis se constitua en nouvelle cité démocratique) confirmeraient la position de Pausanias. Le temple est traditionnellement attribué à l'architecte Libon d'Élis.
Totalement ruiné, le temple colossal d'ordre dorique était périptère, présentant 6 x 13 colonnes, fait de calcaire coquillier local et recouvert de stuc blanc. Seul le toit et quelques décors étaient en marbre.

## Historique
Le temple de Zeus à Olympie, qui était la structure principale du sanctuaire, a été érigé dans les années 480/470 à 456 av. J.-C. Le temple, qui mesure 64 m de long, 28 m de large et 20 m de haut est l'un des bâtiments les plus importants de la première architecture classique.
C'était le plus grand temple du Péloponnèse et, au moment de sa construction, le plus grand temple de la Grèce continentale. Le cinquième jour des Jeux olympiques, tous les athlètes et spectateurs s'y rendaient en procession solennelle pour sacrifier du bétail qui était ensuite consommé lors d'un festin commun.

### Construction

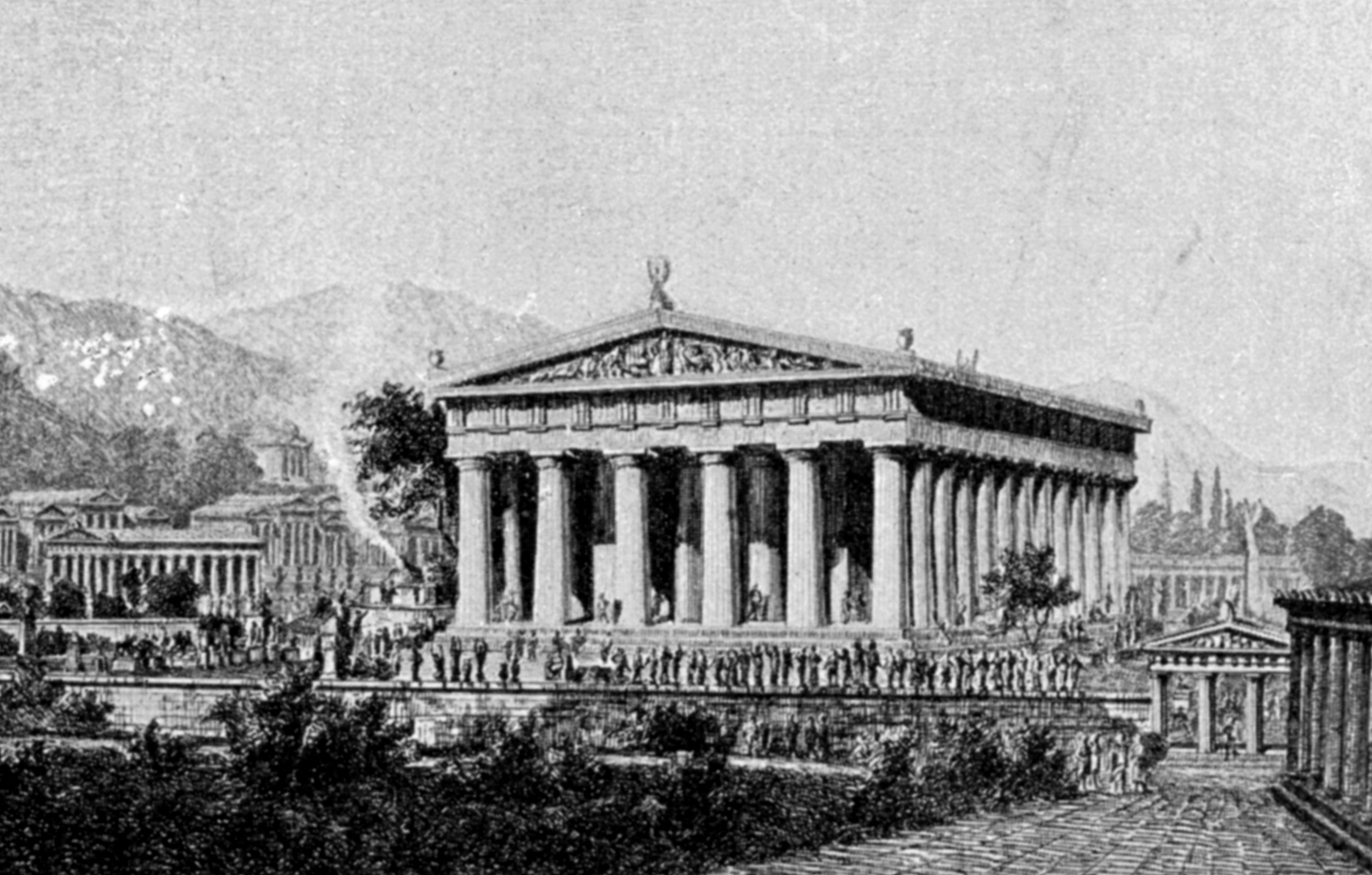
Temple de Zeus : restitution allemande, 1908.

Entre environ 480/470 et 456 av. J.-C., l'architecte Libon, autrement inconnu, serait venu de la région pour diriger la construction du temple de Zeus. En général, on se fie à Pausanias qui déclare que le temple et la statue de Zeus (ἐποιήθη δὲ ὁ ναὸς καὶ τὸ ἄγαλμα τῷ Διὶ) ont été financés grâce au butin d'une victoire remportée sur Pisa par les Éléens en 472 av. J.-C.. Le doute demeure cependant devant cette paternité supposée des Éléens, au vu des coûts immenses du temple et la statue de Zeus, qui peuvent être estimés à plusieurs centaines de talents. Malgré des recherches archéologiques intensives à Élis, aucun ensemble urbain d'une telle richesse n'a jamais pu être identifié, ce qui s'applique également aux Pisates vaincus. De plus, Pise (Pisa, en Élide) a été fondée cent ans plus tôt, soit en 572 av. J.-C., avant d'être écrasée et annexée par Élis sous le règne de Pyrrhos, roi d'Élis de -480 à -472. Cependant, rien n'est connu d'une refondation de Pise avant celle du IVe siècle av. J.-C. qui aurait pu conduire à la bataille de l'Altis. On suppose, implicitement ou explicitement, que les Éléens auraient pu au mieux financer le temple, mais pas la statue de Zeus créée près de deux décennies plus tard.
En l'an 456 av. J.-C., le temple devait être achevé à un point tel que les Spartiates ont pu avoir un bouclier doré avec une inscription de la fondation attachée à la frise de la façade du temple.
Selon Pausanias :
« Il y a un vase doré sur chaque coin du toit, et au milieu du fronton une Victoire aussi dorée ; au-dessus de la Victoire est un bouclier d'or, sur lequel est représentée la Gorgone Méduse. » — Pausanias : 5, 10, 4. Traduction M. Clavier, 1820.
L'inscription qui est sur le bouclier nous apprend par qui il a été dédié et à quelle occasion ; voici ce qu'elle porte : 
Ναὸς μὲν φιάλαν χρυσέαν ἔχει, ἐκ δὲ Τανάγρας
τοὶ Λακεδαιμόνιοι συμμαχία τ᾽ ἀνέθεν
δῶρον ἀπ᾽ Ἀργείων καὶ Ἀθαναίων καὶ Ἰώνων,
τὰν δεκάταν νίκας εἵνεκα τῶ πολέμω.
« Les Lacédémoniens et leurs alliés ont consacré à Jupiter ce bouclier d'or, pour la dîme du butin fait sur les Argiens, les Athéniens et les Ioniens, qu'ils ont vaincus à Tanagre. » — Pausanias : 5, 10, 4. Traduction M. Clavier, 1820.
La bataille de Tanagra, au cours de laquelle les Spartiates ont vaincu les Athéniens et leurs alliés lors de la première guerre du Péloponnèse, a eu lieu en 457 av. J.-C. Cette date est le seul moment précis qui puisse être lié à l'érection du temple.

### Entretien du bâtiment

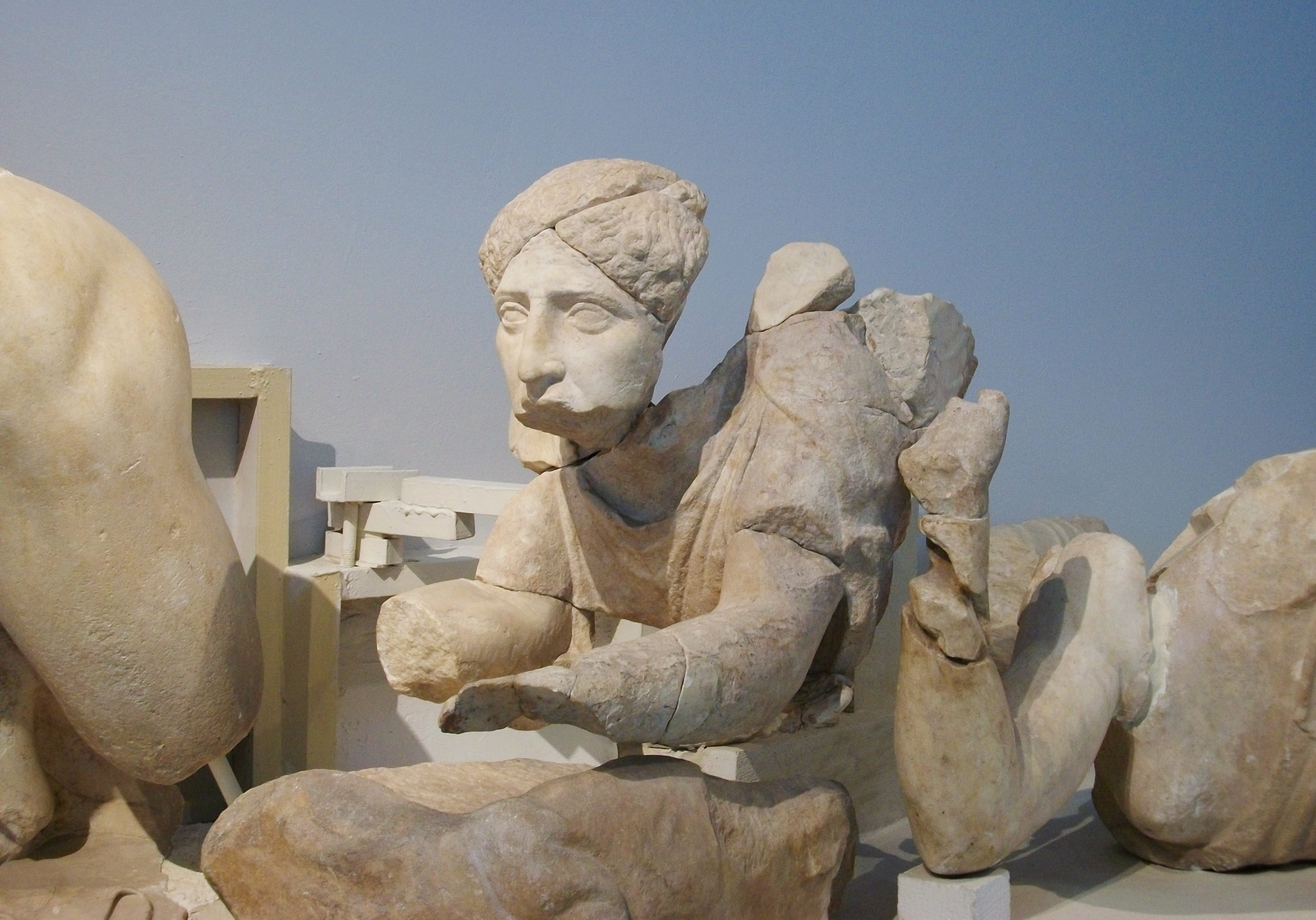
Figure de remplacement antique du fronton ouest.

Après 438 av. J.-C., le sculpteur Phidias a commencé à réaliser la statue colossale de Zeus en or et ivoire . L'intérieur du temple a été radicalement repensé, et même les colonnes ont été démontées et reconstruites avec un entraxe différent. Le temple a probablement existé dès le IVe siècle av. J.-C. Il a subi de réparations importantes, probablement à la suite du tremblement de terre de 374 av. J.-C. Des composants du temple de Zeus ont été trouvés dans les fondations de la salle d'Écho et dans une fondation de salle abandonnée plus tard. Des parties de l'entablement de la façade est ont été installées dans la façade ouest lors de réparations ultérieures. Dans certains cas, des pans entiers du bâtiment ont dû être démontés et reconstruits, notamment le vestibule est, devant le naos. Les réparations et remplacements ont également affecté les statues du fronton. Au moins 37 tambours de colonnes ont été retravaillés, tout comme 17 blocs d'entablement, eux aussi réutilisés dans des tambours de colonnes. D'autres travaux importants ont été effectués sous Agrippa, et surtout sous Dioclétien.

### La fin
Le temple est resté debout jusqu'au VIe siècle apr. J.-C. Il est communément admis que Théodose II a ordonné la destruction du temple, ce qui n'a pas de sens si l'on observe la législation impériale défendue par ce même empereur, qui stipule explicitement que quiconque provoque du vandalisme contre un ancien édifice public souffrira la peine de l'amputation.

« Codex Theodosianus 16.10.15 Idem aa. macrobio vicario hispaniarum et procliano vicario quinque provinciarum. sicut sacrificia prohibemus, ita volumus publicorum operum ornamenta servari. ac ne sibi aliqua auctoritate blandiantur, qui ea conantur evertere, si quod rescriptum, si qua lex forte praetenditur. erutae huiusmodi chartae ex eorum manibus ad nostram scientiam referantur, si illicitis evectiones aut suo aut alieno nomine potuerint demonstrare, quas oblatas ad nos mitti decernimus. qui vero talibus cursum praebuerint, binas auri libras inferre cogantur. dat. iiii kal. feb. ravennae theodoro v. c. cons. (399 ian. 29).
Pour les vicaires Macrobe et Procliano d'Hispanie. Bien que la pratique des sacrifices soit interdite, la conservation des ornements des travaux publics doit être défendue. »

« CTh.16.10.18 Idem aa. apollodoro proconsuli africae. aedes illicitis rebus vacuas nostrarum beneficio sanctionum ne quis conetur evertere. decernimus enim, ut aedificiorum quidem sit integer status, si quis vero in sacrificio fuerit deprehensus, in eum legibus vindicetur, depositis sub officio idolis disceptatione habita, quibus etiam nunc patuerit cultum vanae superstitionis impendi. dat. xiii kal. sept. patavi theodoro v. c. cons. (399 aug. 20).
Au proconsul Apollodore d'Afrique. Aucune maison ou temple ne doit être démoli, même s’il est vide d’objets, c’est-à-dire abandonné. Il est décrété que l'état des bâtiments doit être intact, il est réitéré que les sacrifices doivent être interdits car ils sont une vaine superstition. »

Deux tremblements de terre, en 522 et 551, ont détruit le temple, jetant les colonnes dans les positions dans lesquelles elles sont encore aujourd'hui. Dans le temps qui a précédé leur excavation, les ruines ont été en partie réutilisées par les habitants de la région dans des maisons et d'autres bâtiments. Au fil des siècles, une grande partie du temple a disparu sous les dépôts du fleuve Alphée et les masses de terre de la colline de Kronos ont recouvert l'Altis à plusieurs reprises, à la suite de tremblements de terre.

### Fouilles archéologiques

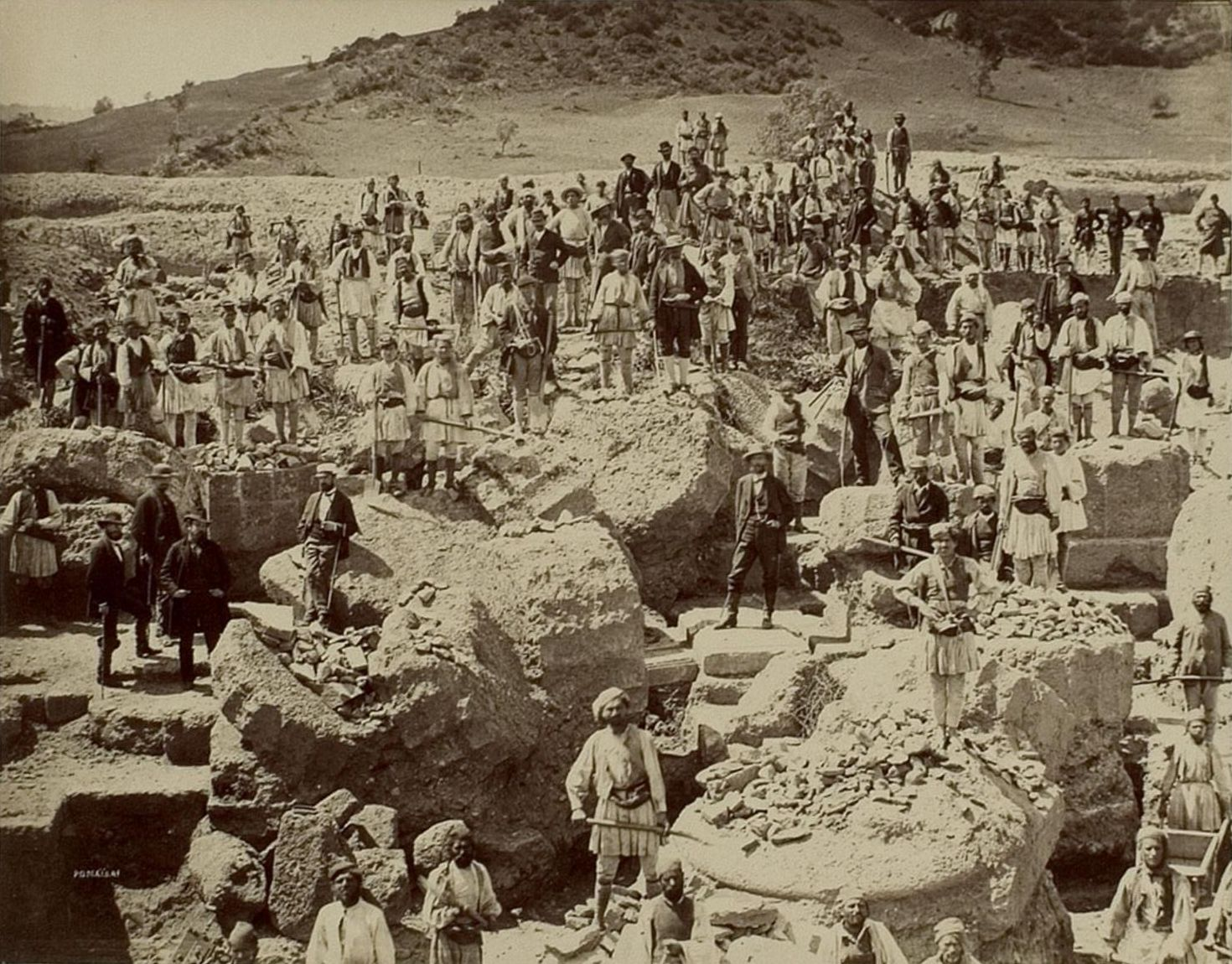
Temple de Zeus, fouilles 1875-76.

Les fouilles du temple commencent réellement en 1829 avec l'expédition française de Morée. La mission scientifique de l'expédition passe six semaines à partir du 10 mai 1829 à Olympie,,. Léon-Jean-Joseph Dubois (de la section d’Archéologie) et Abel Blouet (de la section d'Architecture et de Sculpture) y entreprennent les premières fouilles. Ils y sont accompagnés des peintres Frédéric de Gournay, Pierre Achille Poirot, Pierre Félix Trézel et Amaury-Duval, ainsi que de plus d'une centaine d'ouvriers. Le site d'Olympie avait été redécouvert en 1766 par l'antiquaire anglais Richard Chandler. Depuis, il avait été visité par de nombreux voyageurs-antiquaires comme Fauvel, Pouqueville, Gell, Cokerell et Leake. Son repérage général par les archéologues de l’expédition de Morée est permis grâce aux descriptions plus précises d'Edward Dodwell (pour Dubois) et de John Spencer Stanhope (pour Blouet). La plupart des bâtiments est en effet invisible à l’œil, car comme le note Abel Blouet, ils doivent être recouverts d'une épaisse couche de sédiments due aux nombreux débordements des rivières Alphée et Cladée.

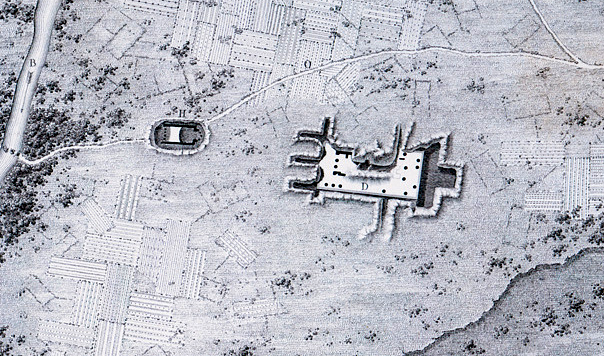
Plan des premières fouilles archéologiques d'Olympie et du temple de Zeus Olympien découvert par l'expédition de Morée en mai 1829 (par Abel Blouet et Pierre Achille Poirot).

Seul un fragment de colonne dorique d'une grande dimension est visible. Il avait déjà été repéré par les voyageurs précédents, car les habitants des villages voisins y avaient creusé des tranchées pour en retirer la pierre, mais aucun ne l'avait attribué avec certitude au temple de Zeus. Abel Blouet précise : « Il ne pouvait donc y avoir de mérite à y découvrir un monument. Mais ce qui pouvait être une découverte, c'était d'y trouver des preuves que ce monument était le fameux temple de Jupiter Olympien ; et c'est ce que nos fouilles nous ont mis à même de démontrer. Lorsque nous arrivâmes à Olympie, M. Dubois, directeur de la section d'archéologie de notre expédition, y était déjà depuis quelques jours avec MM. Trézel et Amaury Duval, ses collaborateurs. D'après les instructions qui lui avaient été données par la commission de l'Institut, cet antiquaire avait fait commencer des fouilles dont le résultat avait été la découverte des premières assises des deux colonnes du pronaos et quelques petits fragments de sculpture. » Dubois met ses ouvriers à la face antérieure du temple et Blouet les siens à la face postérieure afin de donner à ces fouilles toute l'extension possible. Le peintre Amaury-Duval offre également dans ses Souvenirs (1829-1830) un témoignage personnel, direct et précis, des circonstances qui conduisent à l'identification précise du temple de Zeus Olympien, qui est ainsi déterminé pour la première fois.
Les descriptions précises des sculptures, des éléments de structure du temple et des métopes représentant les Douze travaux d'Héraclès, par Pausanias qui visita le site au cours du IIe siècle apr. J.-C., se révèlent cruciales pour valider l'identité du temple de Zeus. Ces sculptures, qui témoignent des débuts de l'art classique et du style sévère, frappent fortement les archéologues sur place ou à l’Académie à Paris par leur type nouveau empreint de naturalisme.

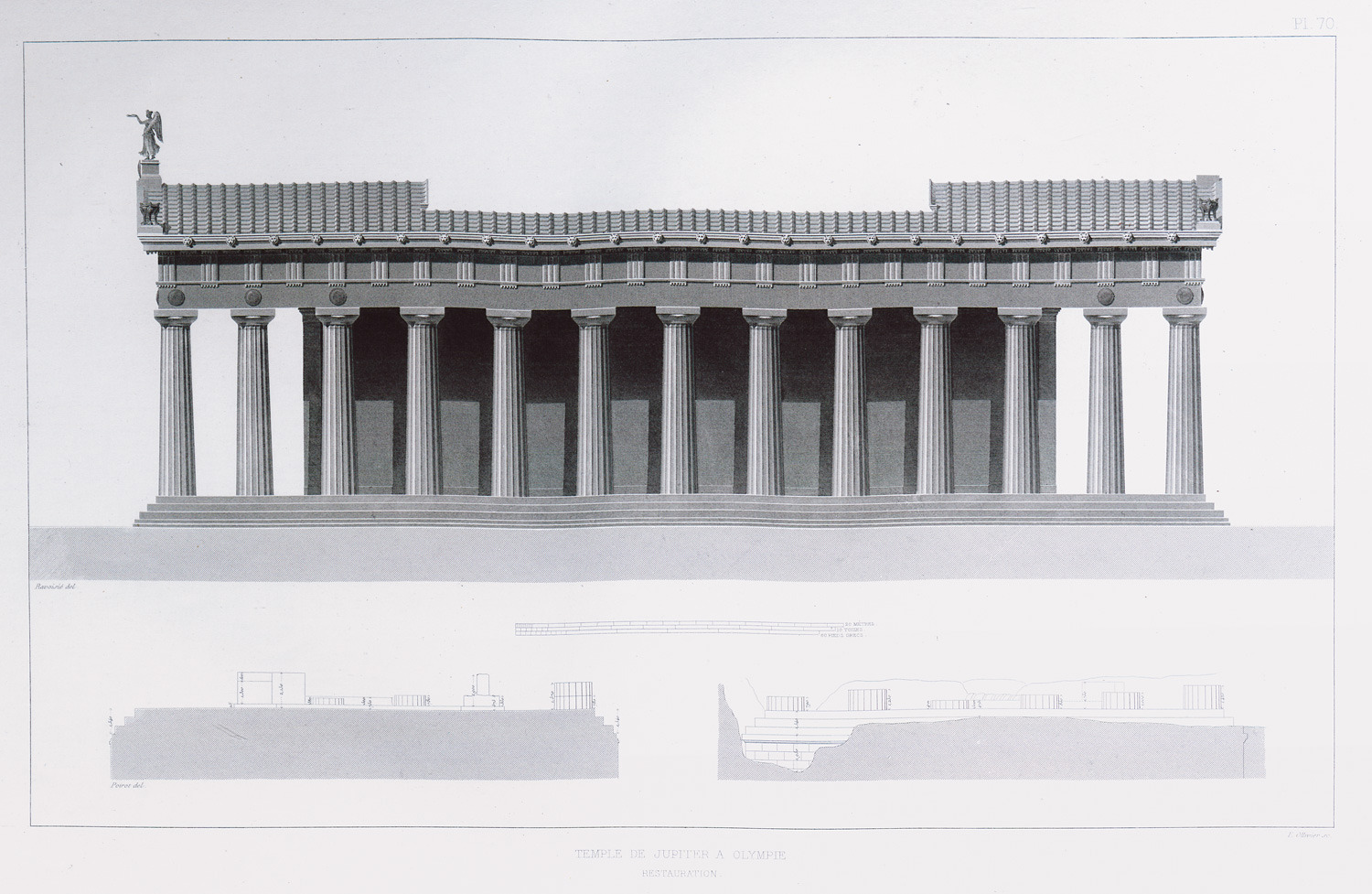
Modèle de restauration du temple de Zeus Olympien (par Abel Blouet)

Le site est quadrillé topographiquement, des tranchées sont creusées, des sondages sont pratiqués en ligne, et des modèles de restauration sont proposés : l’archéologie se rationalise. On commence alors à quitter la simple chasse au trésor. L’apport primordial de l’expédition scientifique de Morée réside en effet dans son désintérêt total pour le pillage, la chasse aux trésors et la contrebande d'antiquités. Blouet refuse les fouilles risquant d’endommager les monuments, et interdit qu’on mutile les statues pour en emporter un fragment sans intérêt séparé du reste, comme l'avait fait Elgin sur le Parthénon vingt-cinq ans auparavant. Pour cette raison, les trois métopes du temple de Zeus découvertes à Olympie sont transférées au musée du Louvre dans leur intégralité (avec l'autorisation du gouvernement grec de Ioánnis Kapodístrias),. Cependant, beaucoup d'œuvres précieuses sont ré-enfouies afin de les protéger, selon le témoignage direct d'Amaury-Duval. Cette volonté de protéger l’intégrité du monument est un véritable progrès épistémologique.
Les fouilles systématiques commencent en 1875, sous la direction de l'Institut archéologique allemand d’Athènes, et se poursuivent encore de nos jours. En mars 2021, une figure taurine datant d'entre -1050 et -700 est découverte près du temple.

## Architecture

Plan du temple de Zeus.

Le temple de Zeus est un temple dorique canonique. Il a un plan périptère hexastyle, c'est-à-dire qu'il est doté d'une colonnade extérieure de 6 colonnes en façade sur 13 de côté. Le sékos (espace intérieur) est divisé en trois parties : le naos central séparé en trois nefs par deux colonnades de 7 colonnes, le pronaos à l'ouest et l’opisthodome à l'est. Ces deux derniers espaces, de dimensions identiques même si l’opisthodome n’est pas ouvert sur le naos, sont distyles in antis (deux colonnes en façade encadrées par deux piliers légèrement en saillie qui terminent les murs du sékos). Le sékos est donc distyle in antis double (à la fois à l'est avec le pronaos et à l'ouest avec l’opisthodome) ; il ne semble toutefois pas flotter dans le péristyle (espace extérieur) car il est aligné avec la deuxième colonne à partir de l’angle de façades.

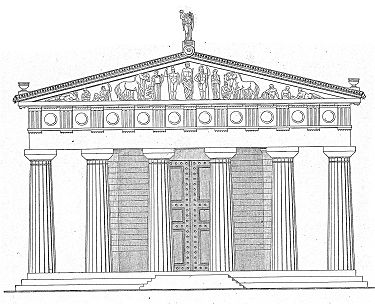
Reconstitution probable de l'édifice.

En ce qui concerne l’élévation de façade, le temple possède une crépis (soubassement du temple) à trois degrés. La partie supérieure de cet emmarchement, appelée stylobate, est surmontée de colonnes doriques cannelées en tambour avec un chapiteau à échine plate. Au dessus, l'entablement est composé d'une architrave lisse, d'une frise dorique alternant un triglyphe et une métope, et d'un fronton recevant un décor sculpté dans son tympan.
Il subsiste assez de parties structurelles du temple pour permettre une large reconstruction de son ancienne apparence. Le matériau de construction utilisé était principalement un calcaire coquillier poreux de la région d'Olympie, qui, malgré la structure grossière de surface, a été coupé et traité avec une extrême précision. Toutes les surfaces visibles étaient recouvertes de stuc fin, d'environ 1 mm d'épaisseur, et les composants individuels étaient peints. Le toit, les figures de fronton et tous les éléments sculptés étaient en marbre.

### Soubassement

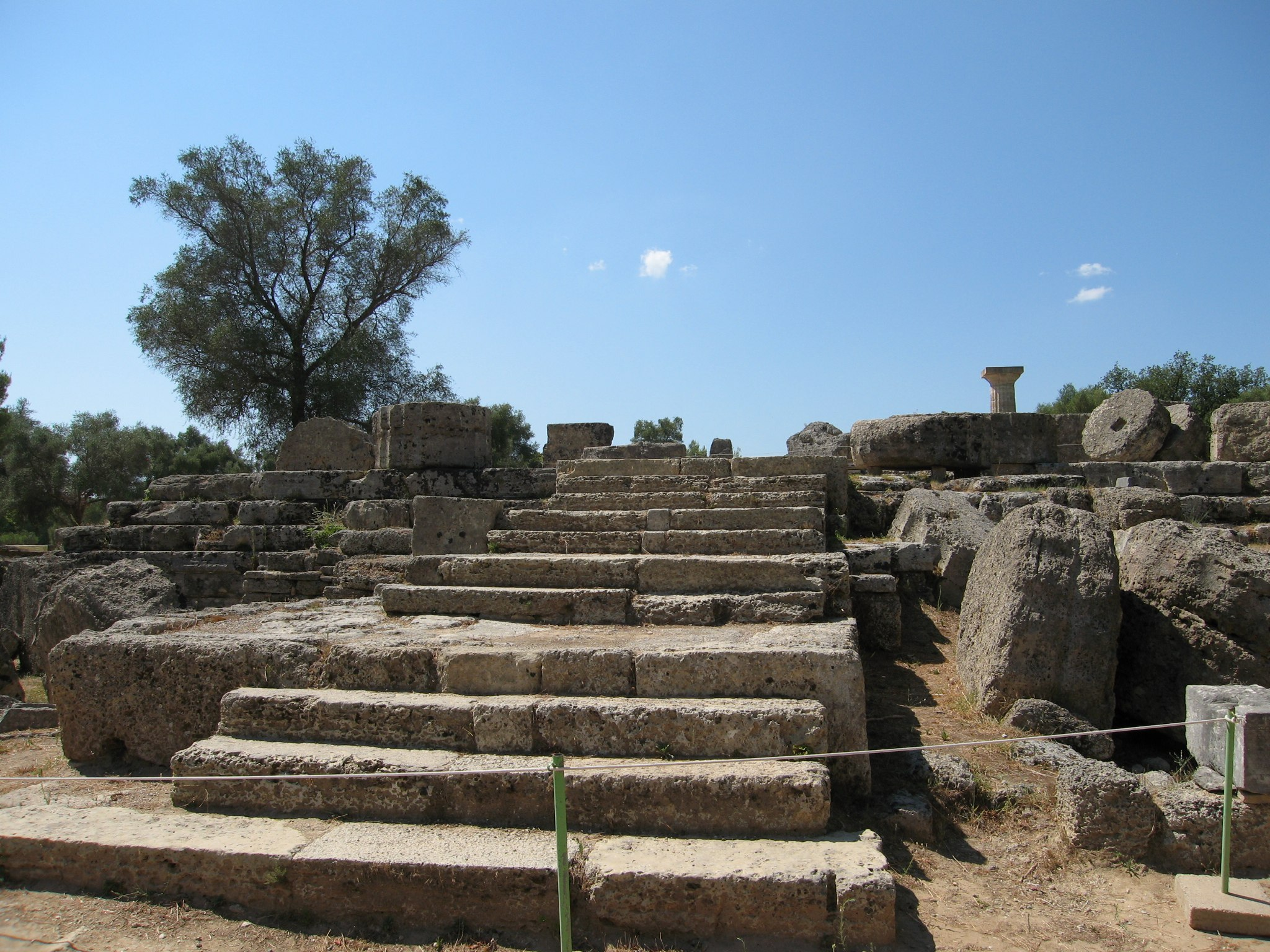
Base et élévation du côté est du temple.

Le bâtiment s'élevait sur une fondation de plus de 3 m de haut, recouverte de terre jusqu'au bord supérieur de l’euthynteria en tant qu'assise de transition entre fondation et élévation, à moitié visible. Au-dessous, les fondations se poursuivraient par une structure à trois niveaux, la krépis, dont la hauteur des marches inférieures était de 48 cm, tandis que la marche supérieure, qui formait également le stylobate , c'est-à-dire la base des colonnes, augmenté de 8 cm comme c'était le cas à cette époque. La krépis avait une hauteur totale de 1,52 m. Le temple se trouvait donc visuellement élevé sur une colline créée artificiellement, au-dessus du reste du terrain de l'Altis et soulignant ainsi son importance. Une rampe au milieu de la façade est du temple facilitait l'accès.

### Élévation
Au niveau du stylobate, le temple barlong mesurait 27,68 × 64,12 m, ce qui en fait le plus grand temple connu du Péloponnèse. L'espace intérieur était délimité par une péristasis de 6 × 13 colonnes : c'est donc un temple périptère hexastyle. Avec un diamètre inférieur de 2,25 m, les colonnes de la façade étaient légèrement plus épaisses que celles des longs côtés, de 2,23 m. L'entraxe des colonnes était de 5,22 m, mais se trouvait réduit de 43 cm au niveau des colonnes d'angle afin de compenser le conflit d'angle propre aux constructions d'ordre dorique.

#### Naos
Contrairement aux temples plus anciens, le naos , mesurant 46,84 × 16,39 m, était intégré dans le système de disposition des travées de colonnes : les côtés extérieurs des murs du naos se trouvaient dans les axes colonnaires des deuxième et cinquième colonnes frontales.
Le naos possédait un vestibule, le pronaos, et une arrière-salle, l'opisthodome, chacun encadré d'antes (antae) et séparé de la péristasis par deux colonnes in antis.
Les faces latérales des antes étaient alignées avec les centres des deuxième et onzième joug des côtés longs. Cela a abouti à des largeurs des ptéra (pluriel de τὸ πτερόν, neutre « aile ») c'est-à-dire des couloirs (bas-côtés) délimités par la péristasis et les murs du naos, de 3,24 m sur les côtés longs, mais de 6,22 m sur les côtés étroits (entre péristasis et faces du naos). Le sol était à l'origine recouvert de dalles de poros carrées, qui ont ensuite été recouverts d'une chape de mortier. À l'époque romaine, le sol fut recouvert d'une mosaïque avec ornements d'agate hexagonaux, dont des vestiges ont été conservés dans le ptéron oriental.
L'intérieur de la cella, de 13,06 × 28,74 m, était divisé en trois nefs par des colonnes à deux niveaux, la nef centrale de 6,65 m de large étant deux fois plus large que les bas-côtés. Les positions des colonnes à l'intérieur du naos ne correspondaient pas à celles de la péristasis, et étaient donc soumises à leur propre rythme et système de proportions, indépendant de l'extérieur. Le tiers arrière de la nef centrale était occupé dans toute sa largeur par la base de 6,65 × 9,93 m qui portait la colossale statue assise de Zeus. Au tiers médian se trouvait un grand bassin de dalles gris foncé à noir bleuté de calcaire éleusinien bordées de marbre blanc.

## Sculpture

### Frontons
Le fronton est représente, selon Pausanias, la préparation de la course de chars entre Pélops et Œnomaos, ayant en jeu la fille d'Œnomaos. La course sera gagnée par Pélops - le quatorzième prétendant à la main d'Hippodamie (fille d'Œnomaos). Celui-ci ne gagnera la course imposée par Œnomaos que par une ruse, dont le complice est le cocher Myrtilos. Œnomaos n'est donc au courant de rien, et il ne semble manifester aucune inquiétude. Mais Zeus connaît le destin, et tourne sa tête vers la droite, le côté de Pélops. Le thème de la course de chars dans l'histoire de Pélops convient à Olympie, car elle renvoie à une victoire sur Pisa, gouvernée par Œnomaos. La victoire de Pélops lui donnera ainsi la maîtrise de la région au sens large, le Péloponnèse - l'« île de Pélops ».
Le fronton ouest, quant à lui, représente le combat des Lapithes contre les Centaures. Ce thème, courant au Ve siècle, sert à montrer le succès sur les « Barbares » (ou sur le comportement barbare d'autres Grecs). L'identification précise des personnages est difficile et de lourdes incertitudes subsistent.

Frontons est et ouest
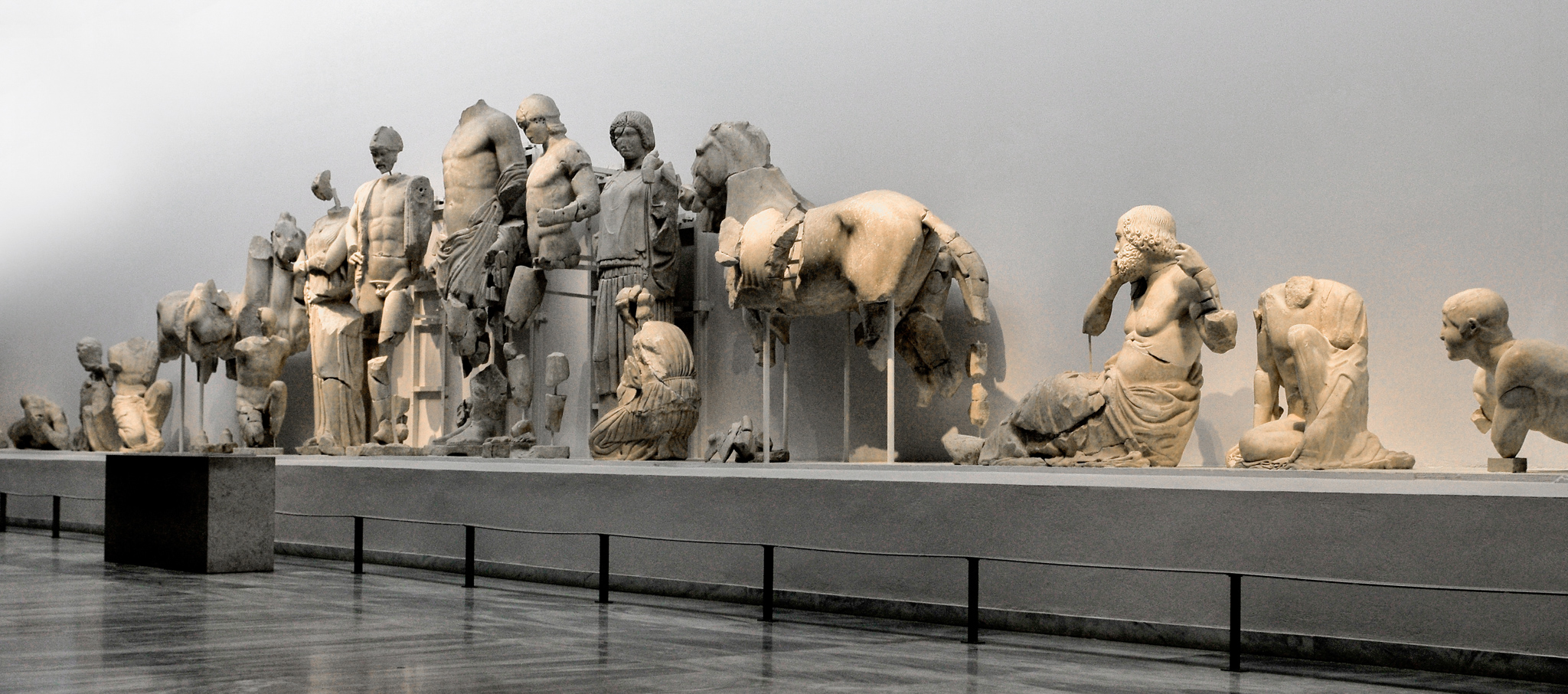
Fronton est (ensemble)
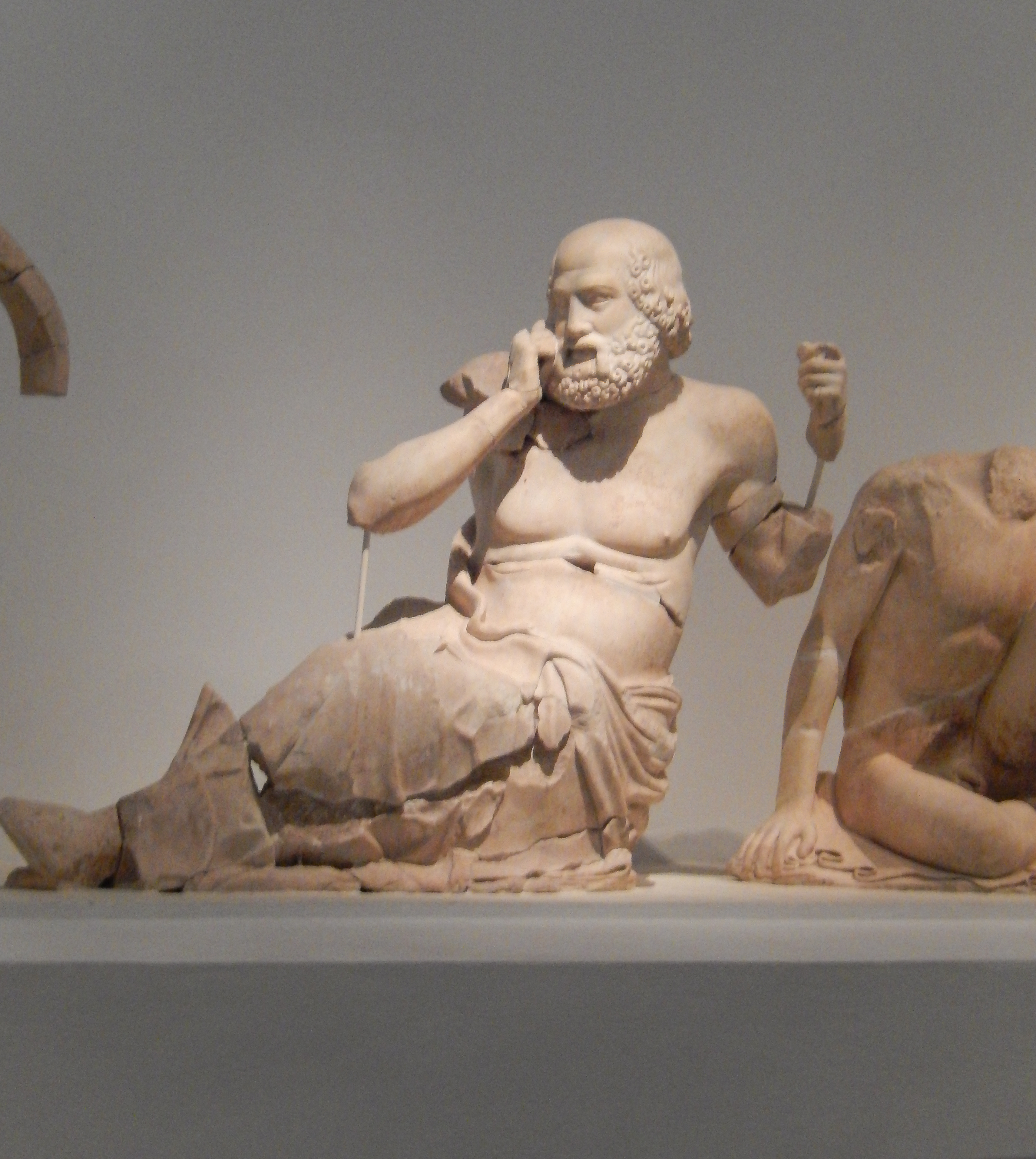
Fronton est. Un devin. H. 1,38 cm.
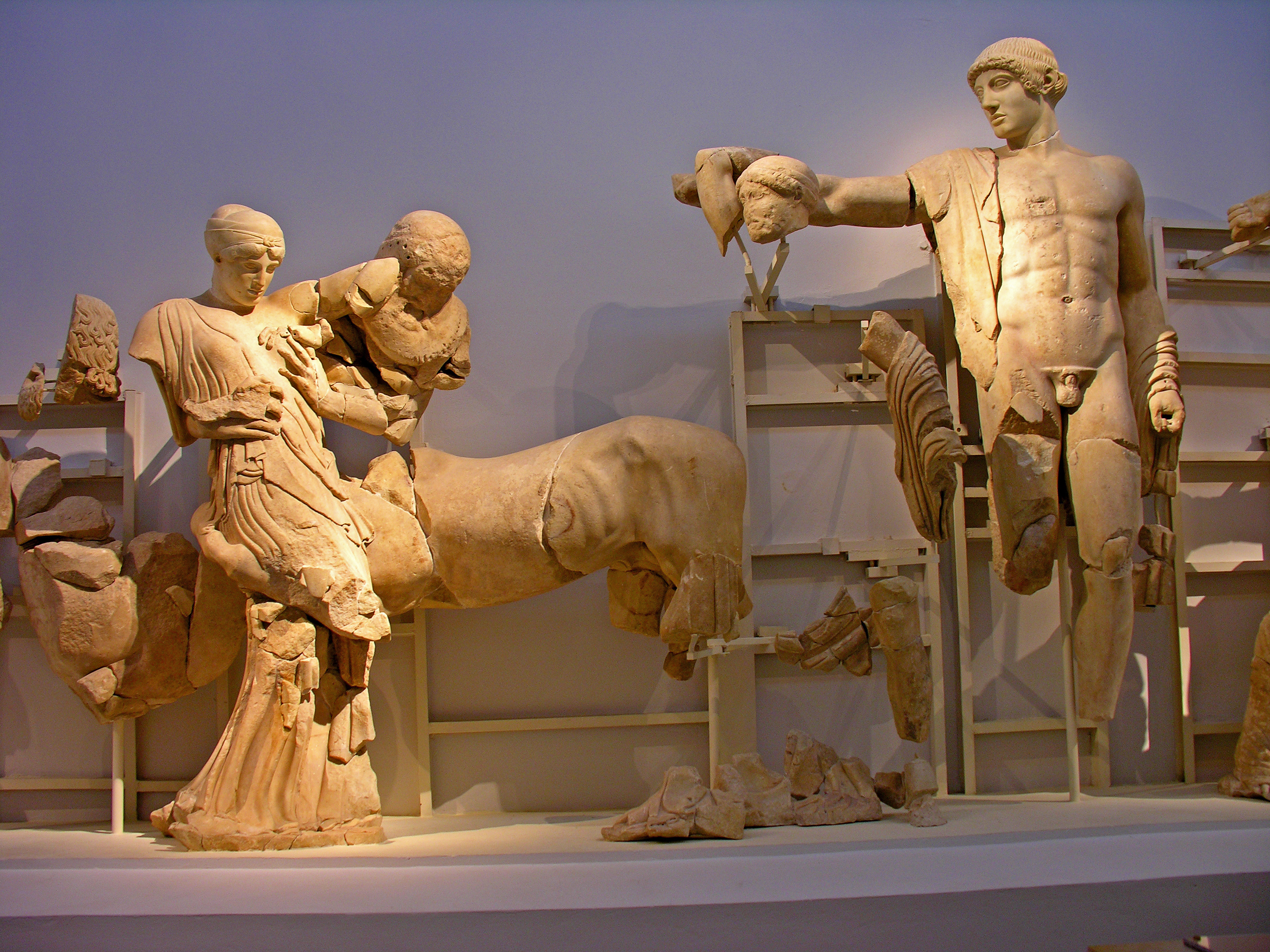
Fronton ouest. Hippodamie (épouse de Pirithoos) et le centaure Eurithion, Pirithoos et Apollon.

### Métopes
Les métopes sont des hauts-reliefs en marbre de Paros. Elles se trouvaient initialement sur les murs ouest et est du sékos du temple, au dessus des entrées - le passage abrité par le toit, cette galerie à colonnade ou péristasis étant large de plus de 6 m devant les portes. Les métopes représentent les Douze travaux d'Héraclès, honorant ainsi le héros à qui l’on attribue la création des Jeux olympiques. En effet, selon la légende chantée par Pindare dans la Xe Olympique, Héraclès, après avoir nettoyé les écuries d’Augias, organisa une fête en l’honneur de son père, Zeus. Les célébrations comportaient un festin et une compétition pour mesurer les Grecs entre eux. Pour délimiter le terrain où eut lieu la compétition, Héraclès traça un téménos, c’est-à-dire une enceinte sacrée, donnant naissance au sanctuaire d’Olympie.
Les métopes sont réalisées dans un « style sévère » : les personnages sont représentés avec une anatomie crédible, qu'il s'agisse de la finesse de la musculature ou de l'abandon du sourire archaïque. Les visages sont plus pensifs. De plus, la représentation des personnages n’est plus figée, raide, hiératique comme lors de l’époque archaïque grâce à la représentation de trois-quarts des corps. Le « style sévère » met en place des configurations qui soulignent la sensation de force de l'ordre dorique, qualifié par Vitruve de « masculin », de « dur ».
Il semblerait que les métopes aient été sculptées par différents artistes venus de plusieurs ateliers du Péloponnèse, d'Égine, d'Athènes, et des îles ioniennes, sous la tutelle d’un sculpteur qu’on nomme le « maître d'Olympie ».

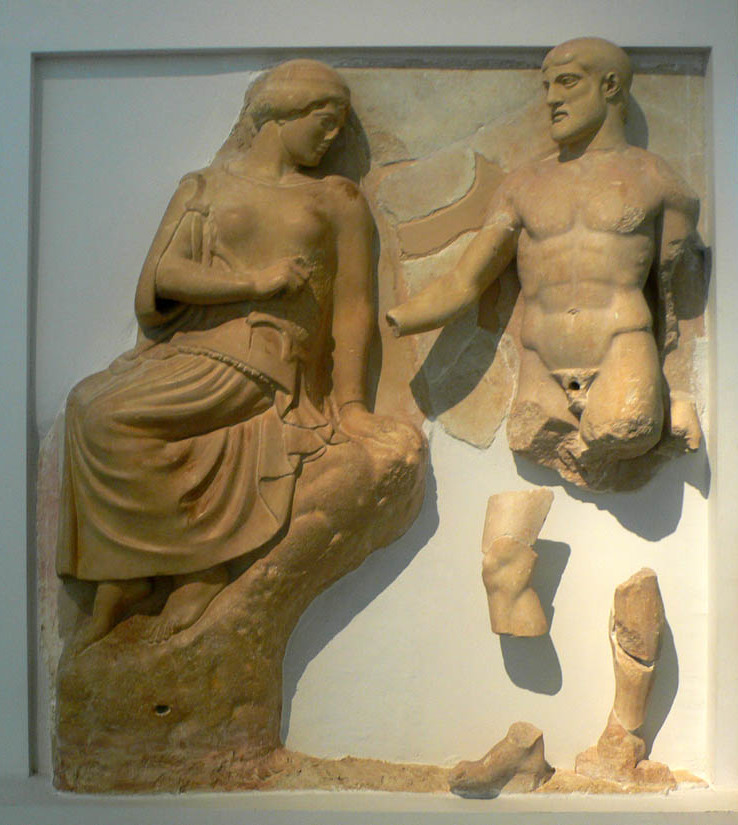
Métope 3. Les oiseaux du lac Stymphale.
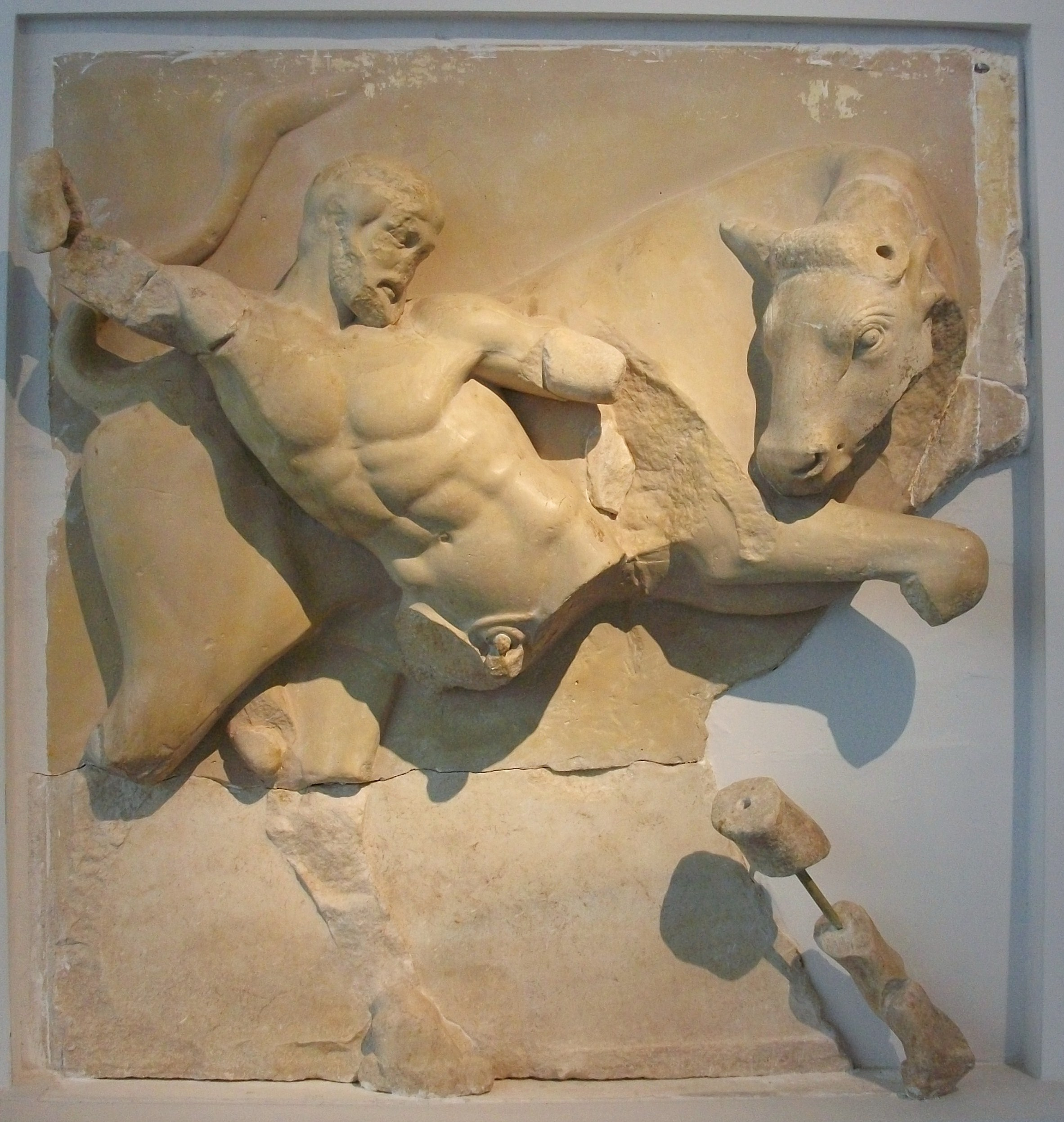
Métope 4, Le taureau de Crête
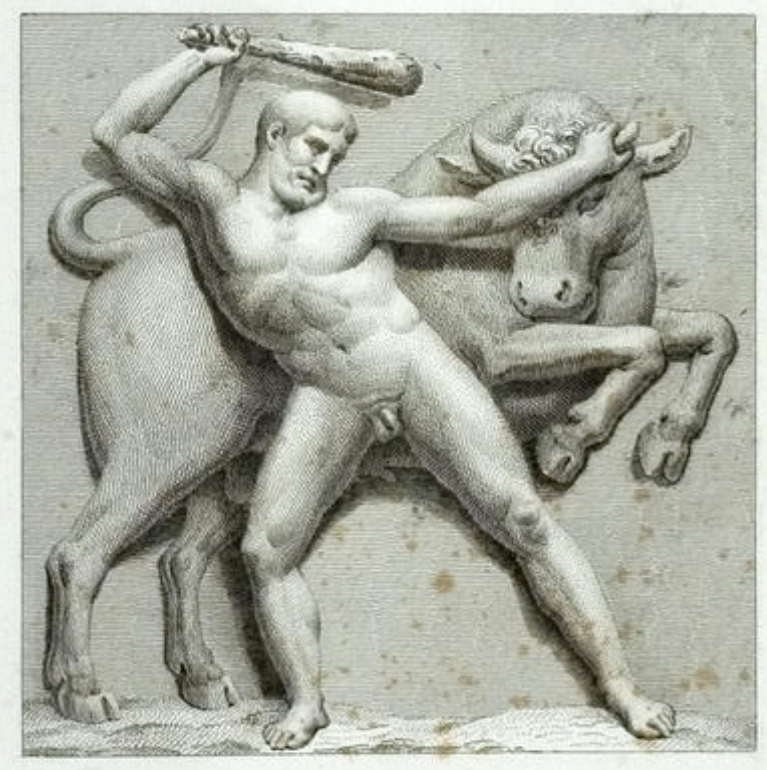
Abel Blouet et Amable Ravoisié, 1831[27] reconstruction de la métope 4.
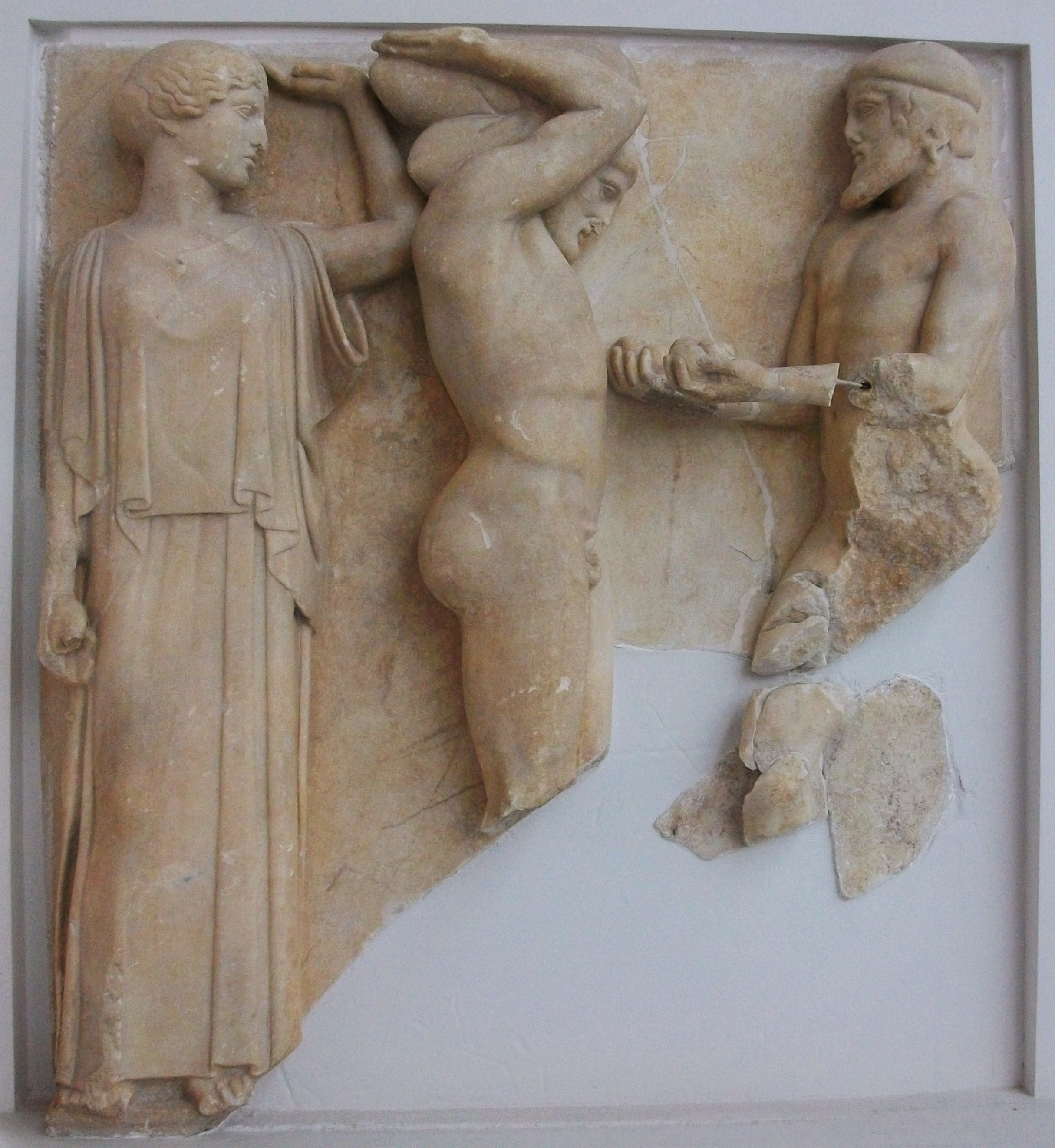
Métope 10. Les pommes des Hespérides
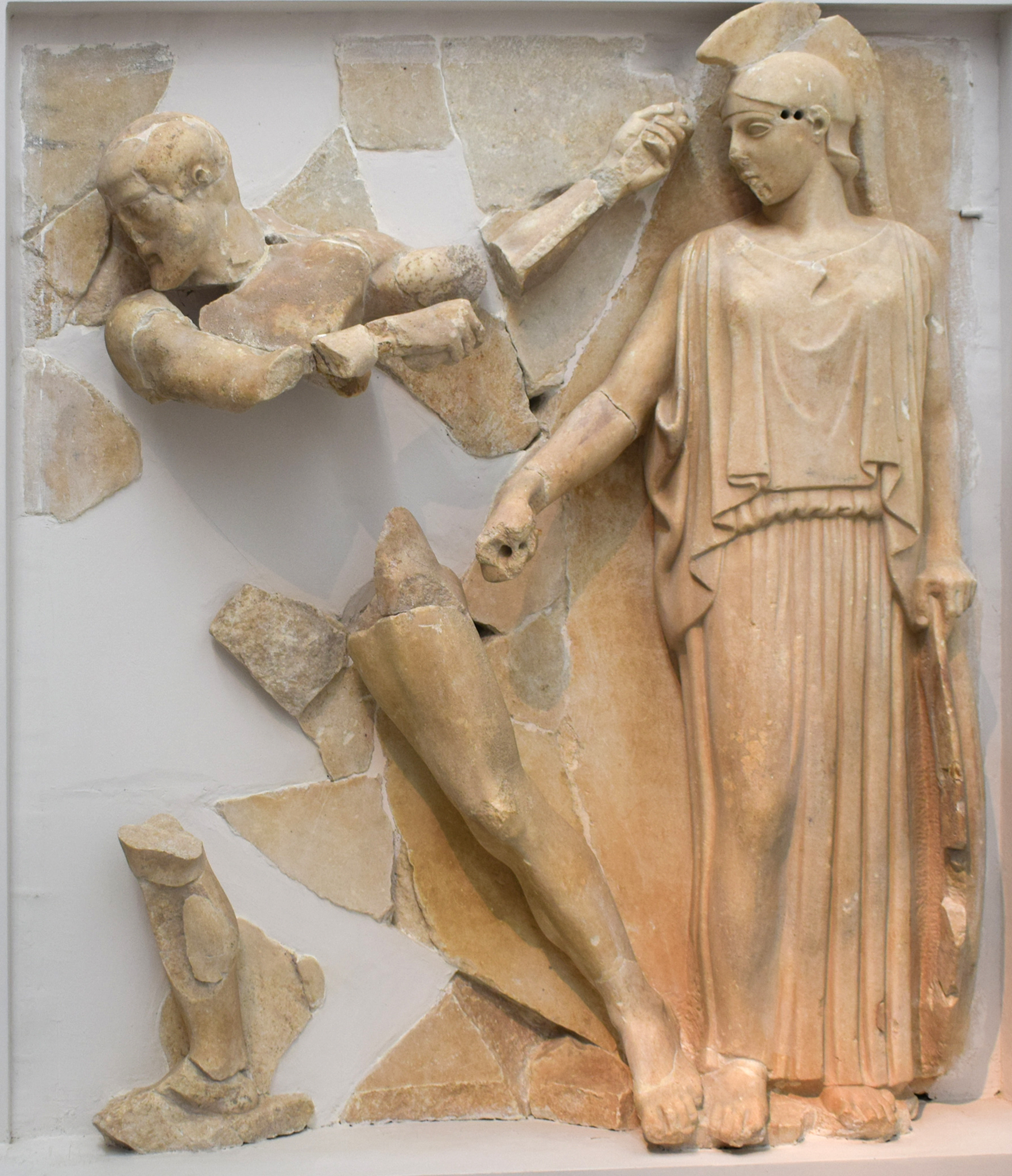
Métope 12. Les écuries d'Augias

### Statue de Zeus

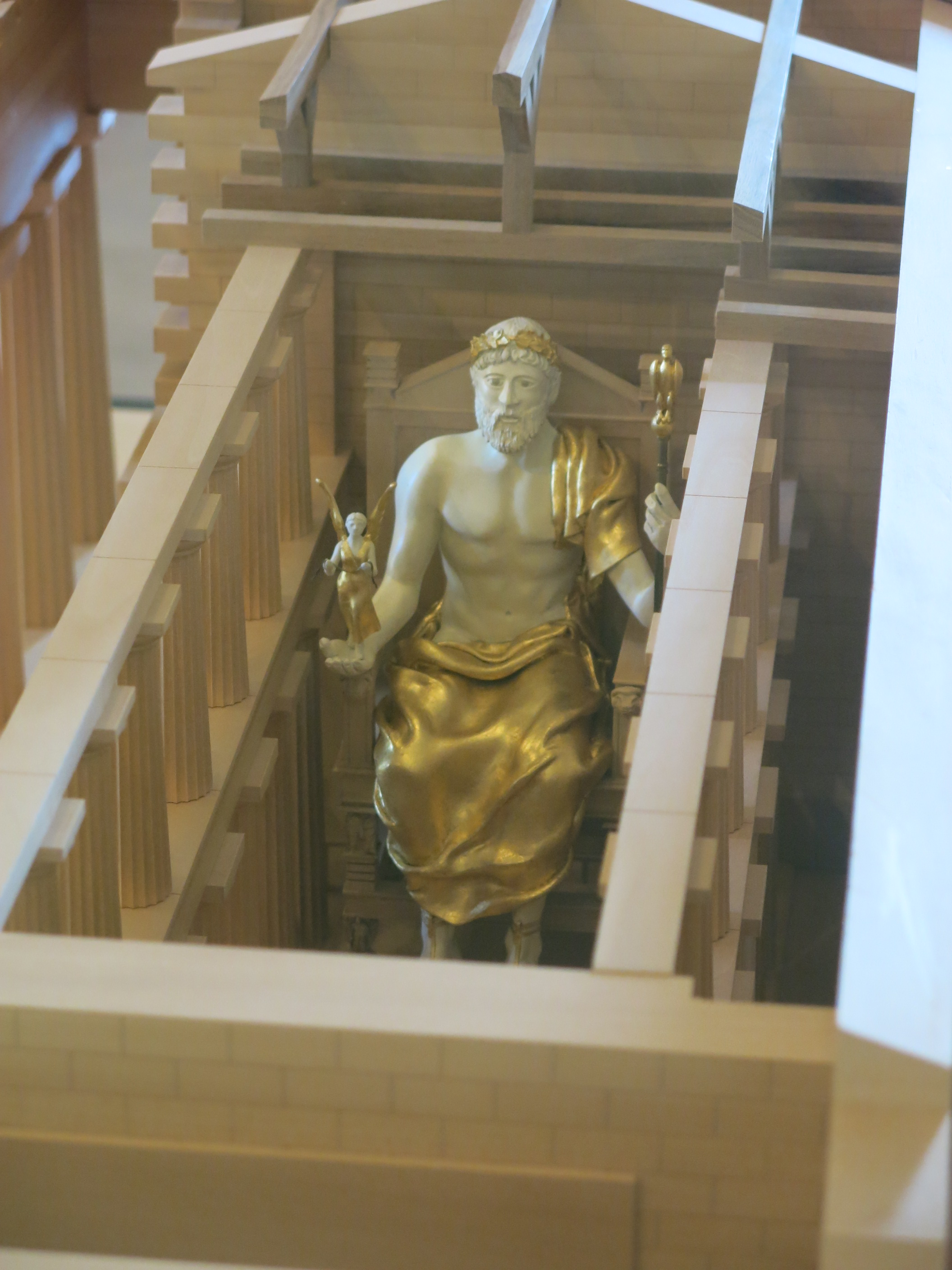
Maquette de la statue de Zeus. Musée du Louvre.

La statue chryséléphantine de Zeus à Olympie a été réalisée par le sculpteur grec Phidias, vers 436 av. J.-C. Aujourd'hui disparue, elle était considérée sous l'Antiquité comme la troisième des sept merveilles du monde. C'était une statue chryséléphantine assise, d'environ 10 ou 12 mètres de hauteur.

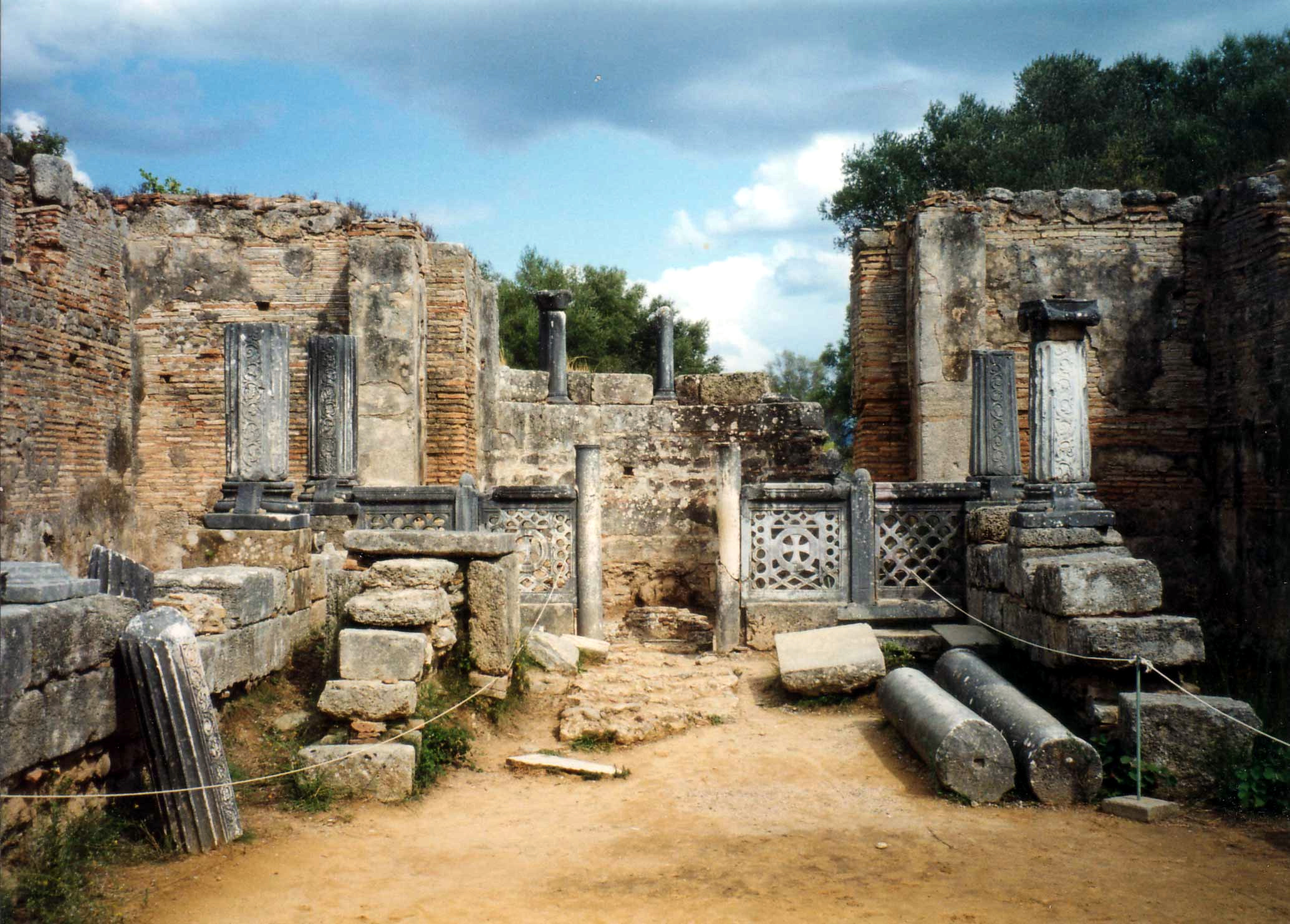
L'atelier de Phidias à Olympie.